# André van der Vossen
André van der Vossen (Haarlem, 26 februari 1893 – Overveen, 17 mei 1963) was een Nederlands grafisch ontwerper, kunstschilder en tekenaar. Hij begon zijn opleiding in 1915 aan de School voor Bouwkunde, Versierende Kunsten en Kunstambachten te Haarlem, waar hij onder meer een opleiding volgde in de houtsnedetechniek. Tevens verkreeg hij hier zijn vorming als ontwerper. Hij ontwierp ook boekbanden.
Vanaf 1917 tot 1933 was Van der Vossen verbonden aan de firma Joh. Enschedé en Zonen te Haarlem. Voor deze lettergieterij ontwierp hij in 1926 de Houtsneeletter, een zwaar en hoekig lettertype dat geschikt is om met houtsneden te combineren.
In 1920 deed hij voor het eerst mee aan de prijsvraag ter vernieuwing van de Nederlandse postzegel. Acht jaar later verscheen zijn map met tien houtsneden met als onderwerp Monnikendam-Volendam-Marken, gedrukt en uitgegeven te Edam door de Klyne Librye. Van der Vossen ontwierp ook de tekening bovenaan de rijmprent Een nieuwe lente op Hollands erf ter gelegenheid van het huwelijk van prinses Juliana en prins Bernhard van Lippe-Biesterfeld op 7 januari 1937, met een tekst van P.C. Boutens.
In 1948 begon hij abstract te schilderen en in 1949 begon zijn jaarlijkse deelname aan de Salon des Realités Nouvelles (tot 1956).
In 1953 werd hij benoemd tot docent bij de Dienst Aestetische Vormgeving der PTT. In 1963 overleed Van der Vossen, en kwam er in het Haarlemse museum Huis van Looy een herdenkingstentoonstelling.

## Ontworpenpostzegels
Nederland:
- 1930 kinderzegels
- 1948 kinderpostzegels (sportende kinderen)
- 1953 opdruk Watersnoodpostzegel
- 1953 zomerpostzegels (bloemen)
- 1954 zomerpostzegels
- 1957 zomerpostzegels (4 en 30cent)
- 1958 Europa-zegels (12 en 30 cent, de zogenaamde 'E met duif')
- 1962 4 cent (koeltorens van de Staatsmijnen)

Verder ontwierp hij postzegels voor Duitsland, Nederlands-Nieuw-Guinea – Curaçao – Nederlandse Antillen en Suriname.

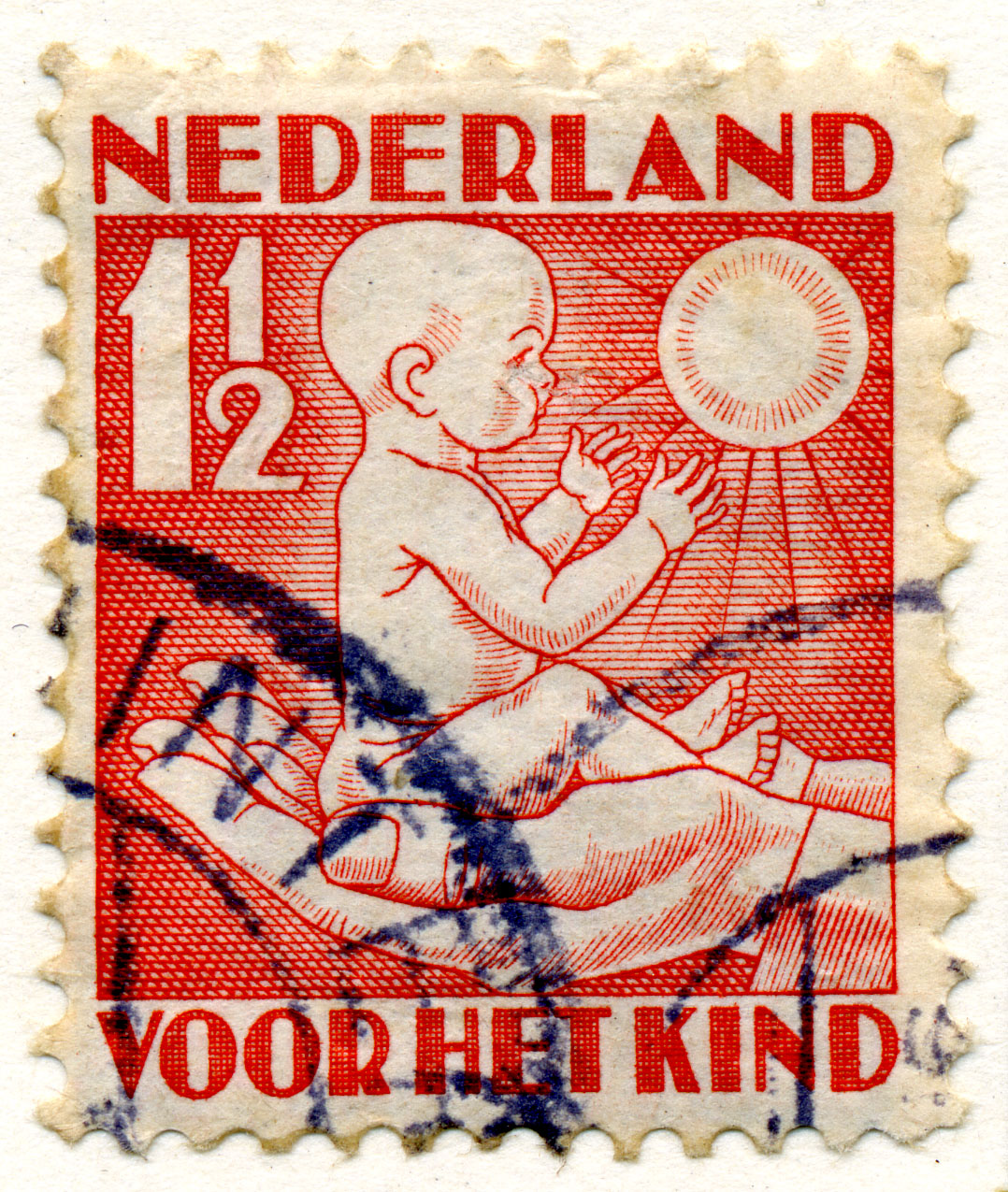
Postzegel voor het kind (1930)
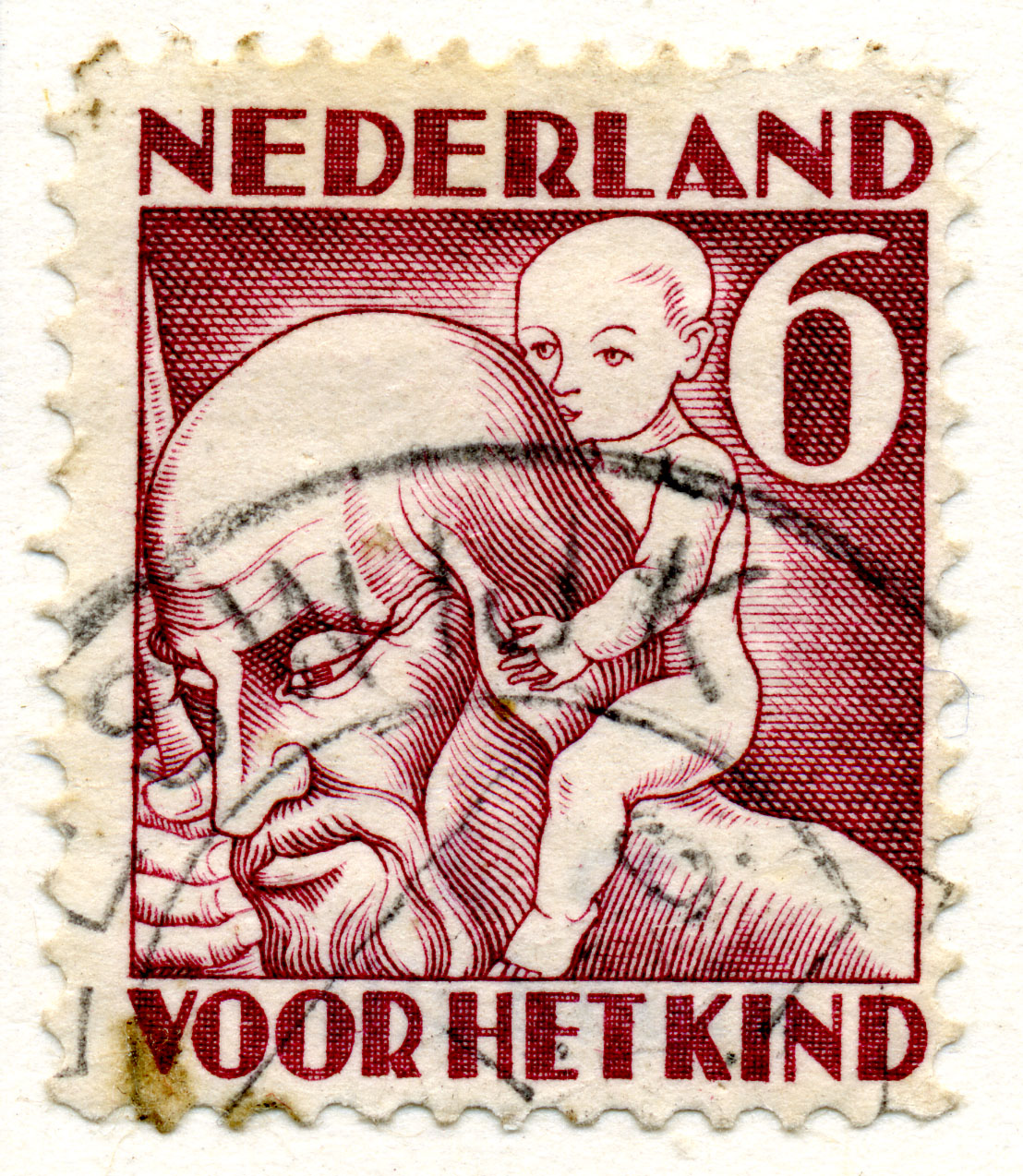
Postzegel voor het kind (1930)